# Myrtartona
Myrtartona – rodzaj motyli z rodziny kraśnikowatych i podrodziny Procridinae. Endemiczny dla Australii. Obejmuje cztery opisane gatunki.

## Morfologia
Motyle te osiągają od 7,5 do 10,5 długości przedniego skrzydła. Pozbawione są łusek metalicznie połyskujących. U M. coronias ciało i skrzydła są jednolicie szaroczarne, u pozostałych gatunków zaś występują białe, żółte lub pomarańczowe znaczenia.
Głowa ma szerokie, zaokrąglone, grzbietowo bardziej niż brzusznie wystające czoło, żółtą ssawkę, drobne głaszczki szczękowe oraz krótkie, wąskie i ku górze odgięte głaszczki wargowe. Czułki samic są dwupiłkowane, samców zaś dwugrzebieniaste, u obu płci ze spiczastym, gęsto porośniętym łuskami od strony grzbietowej i pozbawionym łusek po stronie brzusznej wierzchołkiem. Oprócz dużych oczu złożonych za narządy wzroku służą średnich do dużych rozmiarów przyoczka.
Skrzydła przedniej pary mają gęściejsze pokrycie z łusek niż pary tylnej. U samca wędzidełko ma postać silnego kolca, a retinakulum mocnego haka u podstawy żyłki subkostalnej. U samicy wędzidełko ma postać trzech szczecinek, a retinakulum formę sterczących łusek u nasady żyłki kubitalnej tylnej. Użyłkowanie skrzydła tylnego cechuje się żyłką subkostalną stykającą się w pojedynczym punkcie z kostalną krawędzią komórki. Częsty jest brak symetrii w szczegółach użyłkowania skrzydeł przeciwnych stron ciała. Odnóża przedniej pary mają golenie pozbawione epifizy i ostróg. Golenie pozostałych par odnóży mają po dwie ostrogi.
Odwłok pozbawiony jest kępki igłowatych łusek na szczycie. Genitalia samca mają krótki unkus o niemal trójkątnej podstawie i wąskiej, ku dołowi zagiętej części dystalnej, długi i wąski tegumen, szeroko U-kształne winkulum, drobny lub całkiem nieobecny sakus, bardzo małą zawieszkę, dużą, płytkowatą jukstę i bardzo duży, przysadzisty edeagus z bulwiastą wezyką zaopatrzoną w pojedynczy cierń i duży skleryt. Pulwinusa i sakulusa brak zupełnie. Walwa ma silnie zesklerotyzowną krawędź brzuszną wystającą poza krawędź odsiebną, a część śródgrzbietową zrośniętą z diafragmą w formę charakterystycznego dla rodzaju palcowatego wyrostka. Odwłok samicy ma bardzo krótkie gonapofizy przednie oraz wąskie gonapofizy tylne dorównujące średnicą dużym papillom analnym. Przewód torebki kopulacyjnej rozszerzony jest w dużą prebursę, służącą przechowywaniu spermatoforu. Prebursę łączy z małym korpusem torebki kopulacyjnej szeroki i krótki ductus intrabursalis. W prebursie przy jego wlocie znajduje się duża płytka otaczająca silnie zesklerotyzowany, sztyletowaty cierń, służący rozrywaniu spermatoforu przed wpuszczeniem plemników przewodem do korpusu. Glandula sebacea ma postać pary gruszkowatych bulw z cienkimi kanalikami w częściach odsiebnych i przewodem wspólnym w części dosiebnej.

## Ekologia i występowanie
Rodzaj endemiczny dla Australii, rozmieszczony w strefach klimatu umiarkowanego i na południu strefy klimatu podzwrotnikowego. Jego przedstawiciele podawani są z południowej Australii Zachodniej, Australii Południowej, Wiktorii, południowego Queenslandu, Nowej Południowej Walii i Tasmanii.
Gąsienice są fitofagami żerującymi na mirtowatych, w tym na melaleukach, Leptospermum, a przypuszczalnie też na eukaliptusach.

## Taksonomia
Takson ten wprowadzony został w 2004 roku przez Gerharda M. Tarmanna. Gatunkiem typowym wyznaczono Procris rufiventris, opisanego w 1854 roku przez Francisa Walkera.
Do rodzaju tego zalicza się cztery opisane gatunki:
- Myrtartona coronias (Meyrick, 1886)
- Myrtartona leucopleura (Meyrick, 1886)
- Myrtartona mariannae Tarmann, 2005
- Myrtartona rufiventris (Walker, 1854)